# Zdzisław Gorczyca
Zdzisław Józef Gorczyca (ur. 25 sierpnia 1932 w Sosnowcu) – polski działacz partyjny i państwowy, nauczyciel, historyk, w latach 1974–1982 wicewojewoda katowicki

## Życiorys
Syn Tadeusza i Anny. Ukończył studia i obronił doktorat, w latach 70. należał do rady naukowej Śląskiego Instytutu Naukowego w Katowicach. Odbył także trzymiesięczny kurs w Wyższej Szkole Partyjnej przy KC KPZR w Moskwie. Publikował prace naukowe z zakresu historii i regionalistyki, m.in. był redaktorem publikacji Muzeum Śląskie. Szkice z przeszłości.
W 1961 wstąpił do Polskiej Zjednoczonej Partii Robotniczej. Od 1964 do 1972 związany z Wydziałem Oświaty i Nauki Komitetu Wojewódzkiego PZPR w Katowicach, gdzie był kolejno instruktorem, zastępcą kierownika i kierownikiem. W latach 1972–1974 był I sekretarzem Komitetu Miejskiego PZPR w Sosnowcu. Od 1971 do 1981 członek Komitetu Wojewódzkiego PZPR w Katowicach, w tym od 1973 do 1980 należał do jego egzekutywy, a od 1974 do 1975 był sekretarzem ds. nauki i oświaty. Od 1 czerwca 1974 do 12 lutego 1982 pełnił funkcję pierwszego wicewojewody katowickiego.